# Cuon alpinus
El cuon, dole, perro rojo, perro jaro, perro salvaje asiático o perro salvaje indio (Cuon alpinus) es una especie de mamífero carnívoro de la familia Canidae. Es el único miembro existente del género Cuon, que difiere de Canis por el reducido número de molares y un mayor número de pezones. Tiene el mismo tamaño y un gran parecido con el coyote, pero se diferencia de este por su pelo rojizo y en que se trata de un animal social que vive en clanes. Los perros jaros están clasificados como en peligro de extinción por la Unión Internacional para la Conservación de la Naturaleza (UICN), debido a la progresiva pérdida de hábitat, la desaparición de sus presas, la competencia con otros depredadores, enfermedades y, posiblemente, la persecución por perros domésticos y asilvestrados.
Son animales muy sociales que viven en grandes clanes, y que a veces se dividen en pequeños grupos para cazar. Se alimentan principalmente de ungulados de tamaño medio, que cazan por persistencia después de largas persecuciones, y matan por destripamiento. A diferencia de la mayoría de los cánidos sociales (pero al igual que los perros salvajes africanos), los cuones dejan comer a sus crías primero tras una cacería. Aunque temerosos del hombre, los grupos se atreven a atacar animales grandes y peligrosos, como jabalíes, búfalos de agua e, incluso, tigres.

## Taxonomía

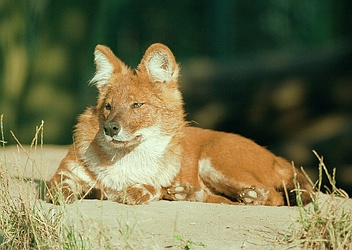

George Gaylord Simpson clasificó a los cuones dentro de la subfamilia Symocyoninae, junto con los perros salvajes africanos y el perro de monte, por compartir características anatómicas, como la reducción de los molares post-carniceros. Muchos han cuestionado esta clasificación, con el argumento de que estas características comunes se deben a evoluciones convergentes. Juliet Clutton-Brock, tras comparar las características morfológicas, etológicas y ecológicas de 39 especies de cánidos diferentes, concluyó que, con excepción del cráneo y los dientes, los cuones se parecían más a los cánidos de los géneros Canis, Dusicyon y Alopex que a los perros salvajes africanos y perros de monte. Un estudio comparativo sobre el ADN mitocondrial del cuon y otros cánidos en 1997 mostró que los cuones se separaron del linaje Canis lupus antes que el chacal de lomo negro y el chacal dorado, hace un par de millones de años.

### Subespecies
- Cuon alpinus alpinus o cuon oriental: la más grande de las subespecies. Habita en el sureste de China, India, Nepal, Bután, Bangladés, Birmania, Tailandia, Laos, Camboya y Vietnam.
- Cuon alpinus hesperius o cuon occidental: subespecie pequeña que actualmente sólo habita en el oeste de China.
- Cuon alpinus sumatrensis o cuon de Sumatra: subespecie de pequeña talla que vive en las islas de Sumatra y Java.
- Cuon alpinus priscus †: vivió durante la primera mitad del Pleistoceno.
- Cuon alpinus fossilis †: habitó Europa durante la segunda mitad del Pleistoceno. Era una forma intermedia entre C. a. priscus y C. a. europaeus.
- Cuon alpinus europaeus †: vivió en toda Europa a finales del Pleistoceno. Fueron los últimos cuones en habitar el continente europeo.

## Evolución
Los cuones proceden del Pleistoceno, y están más estrechamente relacionados con los chacales que con los lobos. Se ha teorizado que se convirtieron en animales sociales como una adaptación para sobrevivir frente a grandes depredadores. Aunque hoy en día sólo existen en Asia oriental, los yacimientos fósiles del Pleistoceno indican que estos animales también habitaron hace tiempo en Europa e incluso en Norteamérica.

## Descripción

### Anatomía

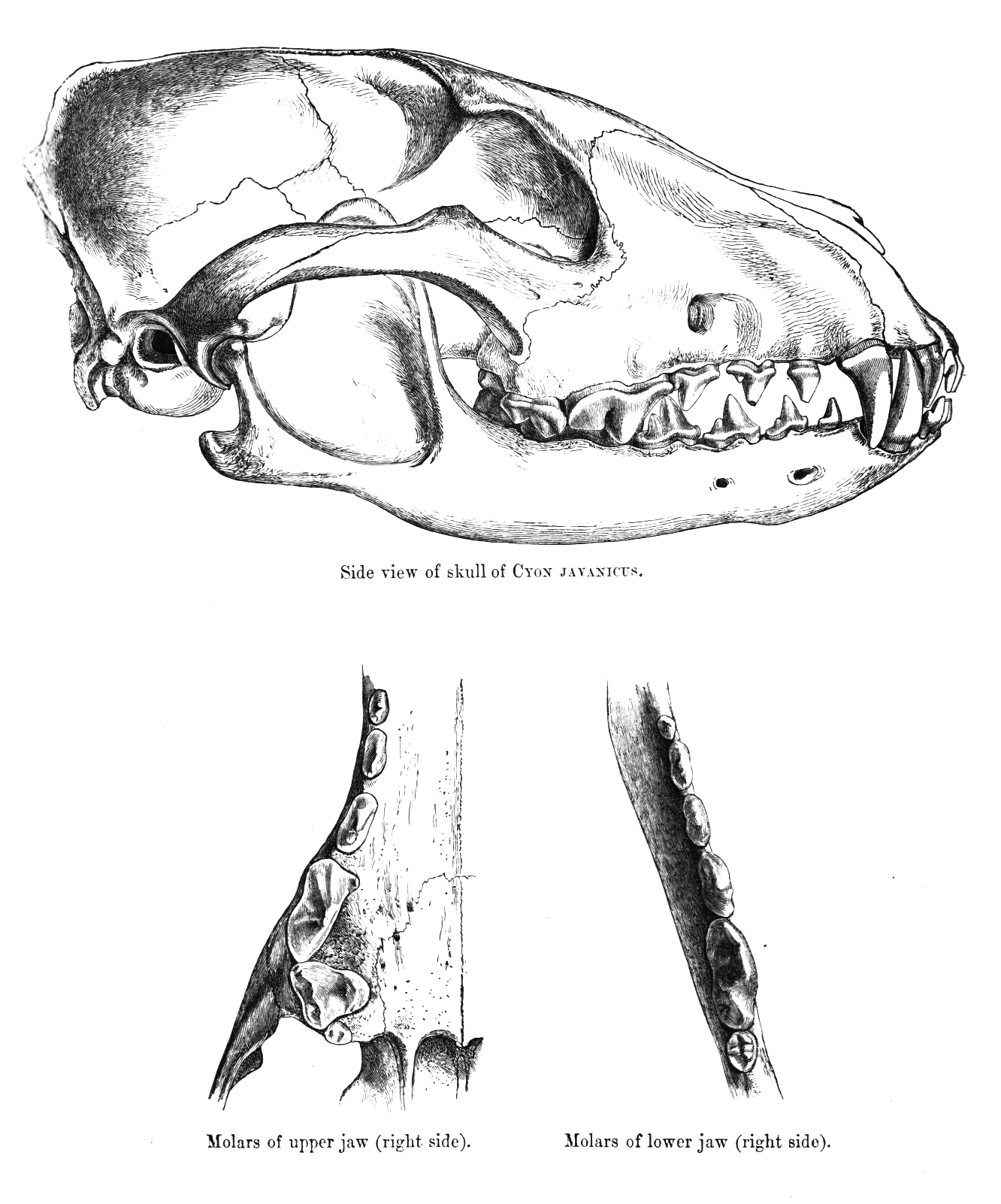
Cráneo de C. alpinus.

Tienen un cráneo relativamente corto, pesado y macizo, con las regiones faciales acortadas, los arcos cigomáticos muy distantes entre sí y la cresta sagital bien desarrollada. El hueso frontal está abombado hacia adelante, dando a los animales un perfil convexo en vez de cóncavo. Los músculos maseteros están muy desarrollados en comparación con otras especies de cánidos, dando al rostro una apariencia casi de hiena. El cráneo es más amplio, y tiene un rostro más corto que el de los perros domésticos y la mayoría de otros cánidos. La fórmula dental es 3.1.4.2, tanto del maxilar como de la mandíbula.
La especie tiene únicamente 6 molares inferiores, en lugar de 7. Los molares superiores son débiles, siendo 2 o 3 veces más pequeños que los de los lobos, y tienen sólo una cúspide, en lugar de 2 a 4, como es habitual en los cánidos. Esta adaptación mejora la capacidad de corte, lo que le permite competir con más éxito con cleptoparásitos. Los dientes caninos son ligeramente curvados y cortos.
Sus miembros son moderadamente largos, y su tórax proporcional. Tienen gran habilidad para saltar y para realizar grandes saltos, de hasta 3,5 m de alto y de 5 a 6 m de largo. La longitud de su cola es de 40 a 43 cm, que es casi la mitad de la longitud de su cuerpo. Los machos adultos pueden alcanzar los 18 kg de peso, y las hembras, 13,5 kg, de media. Miden de 43 a 56 cm de altura a la cruz y 91 cm de longitud. Al igual que en los perros salvajes africanos, las orejas son redondeadas en lugar de puntiagudas. Sin embargo, a diferencia de esa especie, los cuones machos no tienen un prepucio claramente visible, con lo que la determinación del sexo de los individuos es difícil, incluso observando de cerca. A diferencia de los miembros de la familia Canis, las hembras tienen 12 o 14 pezones, en lugar de 10. No son tan olorosos como los lobos, chacales y zorros, ya que tienen menor número de glándulas odoríferas anales. Se ha estimado que su estómago puede contener 2,9 kg de alimento ingerido.

### Pelaje
El tono general es de color rojizo, volviéndose más intenso durante el invierno. Cuando presentan el pelaje de invierno, el dorso presenta un color rojo oxidado con zonas pardas en la parte superior de la cabeza, el cuello y los hombros. La garganta, el pecho, los costados, el vientre y la parte superior de las extremidades son de color menos intenso, de un tono más bien amarillento. Las partes inferiores de las extremidades son de color blanco, con franjas de color pardo oscuro en la parte frontal de las extremidades anteriores. La frente y el hocico son grises rojizos. La cola es muy exuberante y esponjosa, y principalmente de color rojo ocre, con una punta de color pardo oscuro. El pelaje de verano es más corto, más grueso y más oscuro. Los pelos de cobertura dorsales y laterales miden de 2 a 3 cm de longitud. Los cuones del zoo de Moscú mudan el pelo una vez al año, de marzo a mayo.

## Comportamiento

### Comportamiento social y territorial

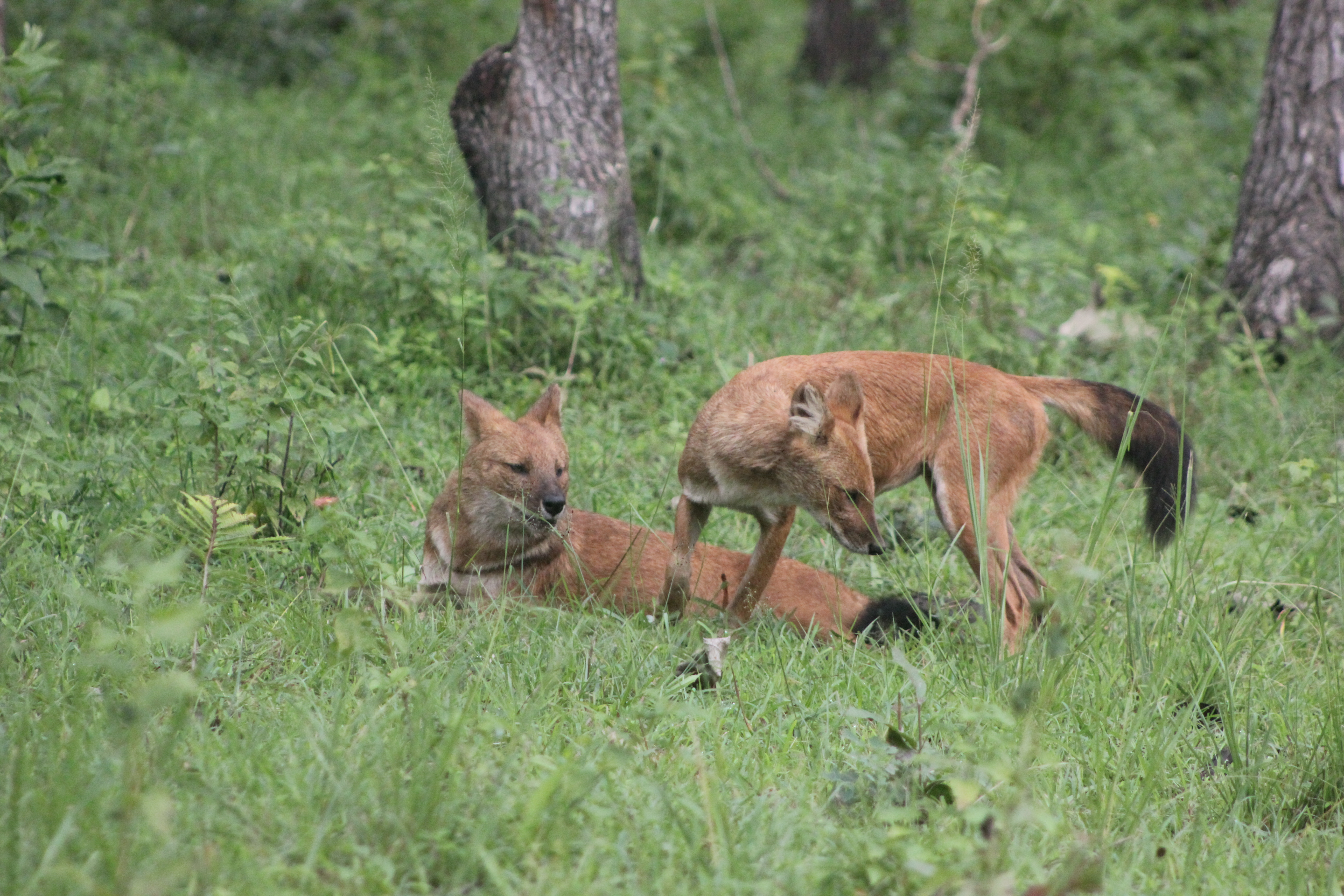
Cuon alpinus en el Parque nacional Bandipur.

Son más sociales que los lobos y tienen una jerarquía de dominancia menor, ya que la escasez estacional de alimentos no es tan marcada como lo es con los lobos. En este sentido, se parecen mucho a los perros salvajes africanos en la estructura social. Los cuones dominantes son difíciles de identificar, ya que no se involucran en las exhibiciones de dominancia como hacen los lobos, aunque otros miembros del clan muestren un comportamiento de sumisión hacia ellos. Viven en clanes en lugar de manadas, ya que este último término se refiere a un grupo de animales que cazan juntos siempre. En contraste, los clanes de cuones con frecuencia se separan en grupos pequeños de 3-5 animales, en especial durante la temporada de primavera, ya que es el número óptimo para la captura de crías de ungulados. Son mucho menos territoriales que los lobos, y los jóvenes recién emancipados de un clan a menudo se unen a otro sin problemas. En India, los clanes se componen generalmente de 5 a 12 individuos, a pesar de que se han constatado clanes de 40. En Tailandia, los clanes rara vez superan los 3 individuos. A diferencia de otros cánidos, no hay evidencia de que los cuones usen la orina para marcar sus territorios o sendas de desplazamiento. A veces defecan en lugares visibles, pero parece improbable que esto tenga una función territorial, ya que las heces son en su mayoría depositadas dentro del territorio del clan en lugar de la periferia. Las heces suelen ser depositadas en lo que parecen ser letrinas comunitarias. No rascan la tierra con sus pies como hacen otros cánidos para marcar sus territorios.

### Reproducción
Entre los cuones indios la época de celo se produce entre mediados de octubre y enero, mientras que en el zoo de Moscú crían principalmente en febrero. A diferencia de las manadas de lobos, los clanes de cuones pueden contener más de una hembra reproductora. Durante el apareamiento, la hembra se pone en cuclillas, de manera similar a los félidos. No se da el típico “anudamiento” de otros cánidos cuando el macho desmonta. El período de gestación dura de 60 a 63 días, con un tamaño de la camada de entre 4 y 6 crías. Su tasa de crecimiento es mucho más rápida que la de los lobos, siendo similar a la de los coyotes. Los cachorros son amamantados hasta la edad de 58 días, por lo menos. Durante este tiempo, la manada alimenta a la madre en la guarida. No utilizan puntos de encuentro para atender a sus cachorros como hacen los lobos, aunque uno o más adultos se quedarán con las crías en la madriguera mientras el resto de la manada caza. Una vez que comienza el destete, los adultos del clan regurgitan la comida a las crías hasta que estas tienen edad suficiente para participar en la caza. Las crías permanecen en la madriguera hasta la edad de 70 a 80 días. A la edad de 6 meses, acompañan a los adultos en la caza, y ayudan a matar presas del tamaño del sambar a la edad de 8 meses.

### Dieta y caza

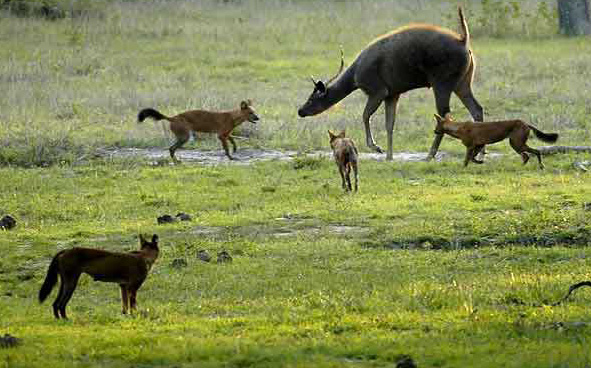
Cuones dando caza a un sambar (Rusa unicolor).

Entre sus presas en India figuran el chital, el sambar, el muntiaco de la India, el ciervo-ratón, el ciervo de los pantanos, el jabalí, el gaur, el búfalo de agua, el banteng, ganado vacuno, nilgós, cabras, liebres de la India, las ratas campestres del Himalaya y langures. Hay un registro de una manada que abatió una cría de elefante indio en Assam, a pesar de que la defensa desesperada de la madre produjo numerosas bajas en la manada. En Cachemira pueden cazar marjores, y en Birmania ciervos de Eld. En Java cazan ciervos de Timor. En el Tian Shan y las montañas Tarbagatai, los perros jaros depredan sobre íbices siberianos, uriales, corzos siberianos, ciervos del Caspio y jabalíes. En el Altái y los montes Sayanes se alimentaban de ciervos almizcleros siberianos y renos. En el este de Siberia depredaban sobre corzos, uapitíes de Manchuria, jabalíes, ciervos almizcleros y renos, mientras que en Krai de Primorie se alimentaban de ciervos sica y también gorales. En Mongolia se alimentaban de argalíes y rara vez del íbice siberiano. Al igual que los perros salvajes africanos, pero a diferencia de los lobos, no se conoce que los cuones hayan atacado a personas. También comen fruta y materia vegetal con más facilidad que otros cánidos. En cautiverio, comen diversos tipos de pastos, hierbas y hojas, al parecer por placer y no sólo cuando están enfermos. En verano en las montañas de Tien Shan, los cuones comen grandes cantidades de ruibarbo de montaña. También consumen los frutos del membrillero de Bengala. A pesar de ser animales oportunistas, parece que tuvieran aversión a cazar ganado y sus crías. La depredación sobre animales domésticos ha sido un problema en Bután desde finales de 1990, debido a que los animales domésticos con frecuencia se dejan sueltos para que pasten en el bosque, a veces durante semanas. El ganado que es guardado por la noche y el que pasta cerca de las casas no es atacado. Los bueyes mueren con más frecuencia que las vacas, probablemente porque se les da menos protección.
Antes de embarcarse en una cacería, los clanes realizan elaborados rituales sociales en los que se rozan el cuerpo y realizan cópulas homosexuales y heterosexuales. Los cuones son principalmente cazadores diurnos, cazando en las primeras horas de la mañana. Rara vez cazan por la noche, excepto en las noches de luna llena, lo que indica que dependen en gran medida de la vista para cazar. Aunque no tan rápidos como chacales y zorros, pueden perseguir a sus presas por muchas horas. Durante una persecución, uno o más cuones pueden hacerse cargo de perseguir a la presa, mientras que el resto de la manada se mantienen a un ritmo más sostenido atrás, tomando el relevo otros grupos de marcha en más de una ocasión. La mayoría de las persecuciones son cortas, durando sólo 500 metros. Cuando persiguen una presa veloz, corren a un ritmo de 48 kilómetros por hora. Con frecuencia los perros jaros hacen que sus presas se introduzcan en masas de agua, donde los movimientos del animal se ven afectados.
Cuando capturan a una presa grande, uno de los cuones se agarra al hocico de la presa, mientras que el resto de la manada derriba al animal por los flancos y los cuartos traseros. No utilizan un mordisco mortal en la garganta. En ocasiones ciegan a sus presas atacando a los ojos. Los seraus son de los pocos ungulados que se defienden de forma efectiva contra ataques de cuones, debido a que poseen pelajes gruesos y cuernos cortos y agudos que pueden atravesar fácilmente a un cuon. Los cuones desgarran los costados de su presa y la destripan, comiendo el corazón, el hígado, los pulmones y algunas secciones de los intestinos. El estómago y rumen por lo general no son consumidos. Las presas de menos de 50 kg generalmente mueren a los dos minutos, mientras que los ciervos de gran tamaño pueden tardar 15 minutos en morir. Una vez que la presa está asegurada, los perros jaros arrancan pedazos de la carcasa y comen por separado. A diferencia de las manadas de lobos, en las que la pareja reproductora tiene preferencia para alimentarse, los cuones dan prioridad a los cachorros cuando llegan a la matanza, lo que les permite comer primero. Por lo general son tolerantes con los carroñeros.

### Relaciones con otros depredadores
En algunas zonas, los cuones conviven con tigres y leopardos. La competencia entre las tres especies se evita principalmente mediante diferencias en la selección de las presas, a pesar de que coinciden significativamente en muchos puntos. Leopardos y cuones eligen típicamente animales con un rango de peso de 30 a 175 kg (35,3 kg de media para el cuon y 23,4 kg para el leopardo), mientras que los tigres seleccionan como presas animales con pesos superiores a 176 kg (aunque el peso medio de sus presas es de 65,5 kg). Además, otras características de la presa, como el sexo, los hábitos arbóreos y la agresividad, pueden influir en la selección de presas. Por ejemplo, los cuones seleccionan preferentemente chitales machos, mientras que el leopardo caza ambos sexos de manera más uniforme (los tigres suelen preferir presas mayores). Cuones y tigres matan langures raramente en comparación con los leopardos, debido a que estos últimos tienen hábitos más arbóreos. Por el contrario, el leopardo mata jabalíes con poca frecuencia, debido a la incapacidad de este depredador relativamente ligero para hacer frente a una presa tan agresiva y de peso similar. Llegaron a atacar a tigres en ocasiones extremadamente raras, ya que los cuones les temen, y lo hacen por protección, porque no ven al tigre como presa. Cuando se enfrentan, los tigres buscan refugio en los árboles o se sitúan erguidos de espaldas a un árbol o arbusto, donde pueden ser acosados durante largo rato antes de que finalmente intenten escapar. Pocas veces se ha documentado que un tigre llegue a ser matado por los cuones, y se ha dado en ocasiones donde ha escapado, mientras que los tigres que se mantienen en el sitio tienen casi asegurada la posibilidad de sobrevivir. Los tigres son rivales muy peligrosos, ya que tienen la fuerza suficiente como para matar a un cuón de un solo zarpazo. Incluso la muerte exitosa de un tigre va acompañada de la muerte de la mayoría de la manada, por lo cual los cuones incluso en grandes manadas tienden a escapar cuando ven uno. De hecho, los cuones frecuentemente son cazados por tigres, con los cuales además suelen perder presas y crías. Las manadas de cuones pueden robar a un leopardo su presa, mientras que los leopardos pueden matar cuones si los encuentran solos o en parejas. Debido a que los leopardos son más pequeños que los tigres y tienen una dieta más parecida, las manadas de perros jaros tienden a reaccionar de manera más agresiva hacia ellos que con los tigres. Se pensaba que los cuones desempeñaron un papel importante en la reducción de las poblaciones asiáticas de guepardo, pero esto parece dudoso, ya que los guepardos viven en zonas abiertas en comparación con las zonas boscosas que prefieren los cuones.
Manadas de cuones atacan ocasionalmente a osos tibetanos y osos bezudos. Cuando atacan a estos, los cuones tratan de impedir que se refugien en cuevas y muerden sus cuartos traseros.
Aunque antagonista del lobo, ambos (el cuón y el lobo) pueden cazar y alimentarse compartiendo territorio. Los perros domésticos pueden matar cuones, a pesar de que en ocasiones se alimentan con ellos.

## Distribución

### Prehistórica

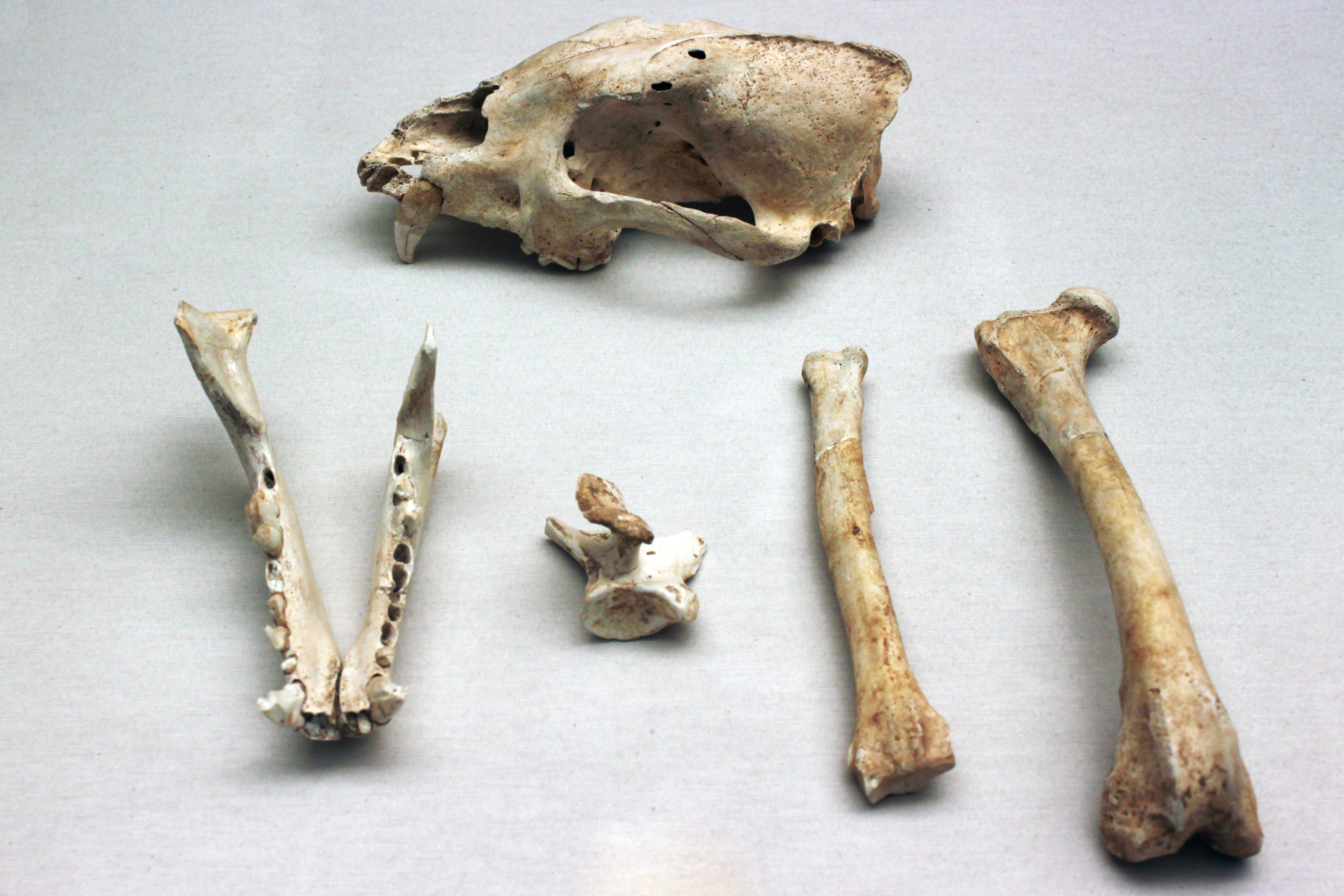
Restos fósiles de Cuon alpinus del Pleistoceno superior de la Cova del Parpalló (Gandia, Valencia, España). Museo de Prehistoria de Valencia.

Durante el último período glacial se distribuían por la mayor parte de Eurasia, y se sabe que una vez habitaron América del Norte por un único fósil encontrado en el Golfo de México. Otro cánido, llamado cuón sardo (Cynotherium sardous), vivió en la isla mediterránea de Cerdeña durante el Pleistoceno, pero no está muy relacionado con la especie actual a pesar de lo que pueda sugerir su nombre común. El cuón ha sido documentado en la península ibérica en contextos arqueológicos y paleontológicos del Pleistoceno medio y superior y se ha planteado una posible pervivencia de la especie hasta el Holoceno inicial.

### Histórica
Habitaron en otros tiempos la mayor parte del sur, este y sureste de Asia, extendiéndose desde el Tian Shan y las montañas de Altái y el Krai de Primorie hacia el sur a través de Mongolia, Corea, China, Tíbet, Nepal, India, y hacia el sureste en Birmania e Indochina, Tailandia, Malasia, Sumatra y Java.

### Actual
Actualmente no hay informes de cuones en Rusia, Mongolia, Kazajistán, Kirguistán y Tayikistán. Hay un informe de un cuón que fue capturado en el distrito chino de Jiangxi. Todavía existen en el Tíbet, en particular en la región de Ladakh, frontera entre la India y el sureste del Tíbet. Es posible que todavía estén presentes en Corea del Norte. Aún se encuentran en la India al sur del río Ganges, especialmente en el altiplano central indio y en los Ghats orientales y occidentales. También existen cuones en los estados indios nororientales de Arunachal Pradesh, Assam, Meghalaya y Bengala Occidental. Tienen una distribución precaria y fragmentada en el Himalaya y el noroeste de la India. Ocasionalmente se documentan en la zona de Ladakh, en Cachemira, contigua a las tierras altas del Tíbet y China. En Nepal fueron registrados cuones anteriormente en el Terai, incluyendo el Parque nacional de Royal Chitwan. Se documentaron cuones en la Reserva de Caza de Dhorpatan a finales de 1990. En Bután los cuones se han recuperado después de que el Gobierno promoviera una campaña de envenenamiento en la década de 1970, con informes de ataques al ganado, ocurridos en la región del bajo Kheng. No se sabe si todavía existen en Bangladés. Se ha confirmado mediante cámaras trampa que los cuones todavía están presentes en 11 áreas de estudio en Birmania, donde han sustituido a los tigres como principales depredadores. Las poblaciones de perros jaros están muy fragmentadas en Tailandia e Indochina, en particular en Vietnam. Se sabe que existen cuones en cuatro zonas del norte y centro de Malasia. En Java parecen ser más comunes en áreas protegidas de los extremos oriental y occidental de la isla. También se sabe que viven en áreas protegidas de Sumatra en las zonas sur, centro y norte.
En 2015 ya sólo quedaban 2500 ejemplares en la naturaleza, y los científicos consideran que va camino de una pronta extinción si no se toman medidas efectivas de conservación y se detiene la pérdida de hábitat y el envenenamiento por parte de los ganaderos.

## Cultura popular

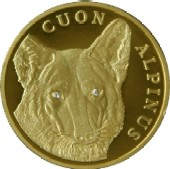
Cuon alpinus en una moneda de oro de Kazajistán.

En el Segundo libro de la selva, Kipling describe a los dholes como perros salvajes muy fieros, sanguinarios y decididos. En un capítulo del libro, estos se enfrentan con el protagonista Mowgli, quien, junto a los lobos, los vence.